# 駒込川
駒込川（こまごめがわ）は、青森県青森市を流れる堤川水系支流の二級河川である。

## 地理
青森県青森市の南東にある八甲田山系に源を発し北西に流れ、青森市桜川1丁目付近で荒川（合流点より上流の堤川の別称）に合流する。
戦国時代、この付近は堤ヶ浦として港湾として用いられていた。桜川地区もその関係で桜を植えた事に由来しているとも伝えられる。
荒川と同様に酸性の水質をしている。中流部に商業施設が少ないためか、荒川ほど護岸工事は行われていない。そのため、ある程度郊外に行けばより自然な川の形を眺めることが出来るが、道が存在しない場所が多いため非常に困難である。

## 河川指定区間

### 昭和三十六年二月十日青森県告示第百二十号　準用河川当時
- 右岸 青森市大字駒込の南駒込山国有林から
- 左岸 青森市大字駒込南駒込山国有林の空川合流点から
- 同市大字幸畑の堤川合流点まで

## 主な橋梁
- 八甲田自転車道橋 - 八甲田自転車道
- 八甲橋
- 福田橋
- （水管橋）
- 晴雄橋
- 松桜橋
- 南桜川橋
- 駒込川橋 - 青い森鉄道
- 駒込橋 - 県道124号線
- 駒込川橋 - 国道7号線
- 八甲田橋 - 青森自動車道
- 桐の沢橋
- （水管橋）
- 幸畑橋 - 県道44号線
- （東北新幹線）

## 駒込ダム
駒込ダムは青森県青森市に建設中の多目的ダムである。河口から約21km上流(北緯40度42分36秒 東経140度52分59秒 / 北緯40.710136度 東経140.882992度)に堰高84.5mのダムを築く。2031年完成予定。
[出典:]